# Bussy-Albieux
Bussy-Albieux és un municipi francès situat al departament del Loira i a la regió d'Alvèrnia-Roine-Alps. L'any 2007 tenia 464 habitants.

## Demografia

### Població
El 2007 la població de fet de Bussy-Albieux era de 464 persones. Hi havia 192 famílies de les quals 49 eren unipersonals (37 homes vivint sols i 12 dones vivint soles), 53 parelles sense fills, 74 parelles amb fills i 16 famílies monoparentals amb fills.
La població ha evolucionat segons el següent gràfic:
Habitants censats

### Habitatges
El 2007 hi havia 249 habitatges, 190 eren l'habitatge principal de la família, 30 eren segones residències i 29 estaven desocupats. 243 eren cases i 2 eren apartaments. Dels 190 habitatges principals, 153 estaven ocupats pels seus propietaris, 32 estaven llogats i ocupats pels llogaters i 5 estaven cedits a títol gratuït; 1 tenia una cambra, 6 en tenien dues, 13 en tenien tres, 52 en tenien quatre i 118 en tenien cinc o més. 144 habitatges disposaven pel capbaix d'una plaça de pàrquing. A 78 habitatges hi havia un automòbil i a 95 n'hi havia dos o més.

### Piràmide de població
La piràmide de població per edats i sexe el 2009 era:
| Homes | Edats   | Dones |
| ----- | ------- | ----- |
| 0     | 95 o +  | 0     |
| 0     | 90 a 94 | 0     |
| 0     | 85 a 89 | 8     |
| 4     | 80 a 84 | 0     |
| 24    | 75 a 79 | 20    |
| 4     | 70 a 74 | 8     |
| 12    | 65 a 69 | 12    |
| 12    | 60 a 64 | 4     |
| 20    | 55 a 59 | 8     |
| 16    | 50 a 54 | 20    |
| 24    | 45 a 49 | 24    |
| 16    | 40 a 44 | 4     |
| 8     | 35 a 39 | 16    |
| 36    | 30 a 34 | 20    |
| 4     | 25 a 29 | 8     |
| 8     | 20 a 24 | 4     |
| 24    | 15 a 19 | 8     |
| 12    | 10 a 14 | 16    |
| 12    | 5 a 9   | 24    |
| 12    | 0 a 4   | 12    |

## Economia
El 2007 la població en edat de treballar era de 300 persones, 229 eren actives i 71 eren inactives. De les 229 persones actives 214 estaven ocupades (123 homes i 91 dones) i 15 estaven aturades (3 homes i 12 dones). De les 71 persones inactives 20 estaven jubilades, 22 estaven estudiant i 29 estaven classificades com a «altres inactius».

### Ingressos
El 2009 a Bussy-Albieux hi havia 203 unitats fiscals que integraven 502 persones, la mediana anual d'ingressos fiscals per persona era de 15.727 €.

### Activitats econòmiques
Dels 13 establiments que hi havia el 2007, 1 era d'una empresa alimentària, 1 d'una empresa de fabricació de material elèctric, 1 d'una empresa de fabricació d'altres productes industrials, 2 d'empreses de construcció, 3 d'empreses de comerç i reparació d'automòbils, 2 d'empreses de transport, 1 d'una empresa d'hostatgeria i restauració i 2 d'empreses de serveis.
Dels 3 establiments de servei als particulars que hi havia el 2009, 1 era un taller de reparació d'automòbils i de material agrícola, 1 fusteria i 1 restaurant.
L'únic establiment comercial que hi havia el 2009 era una fleca.
L'any 2000 a Bussy-Albieux hi havia 38 explotacions agrícoles que ocupaven un total de 1.560 hectàrees.

## Equipaments sanitaris i escolars
El 2009 hi havia una escola elemental integrada dins d'un grup escolar amb les comunes properes formant una escola dispersa.

## Poblacions més properes
El següent diagrama mostra les poblacions més properes.